# Massiv (Rapper)/Diskografie
Diese Diskografie ist eine Übersicht über die musikalischen Werke des deutschen Rappers Massiv. Als erste Veröffentlichungsplattform diente das unabhängige Label Horrorkore Entertainment. Seit 2007 erschienen seine Alben zunächst über Sony BMG und anschließend über seine eigene Plattenfirma Al Massiva.

## Alben

### Studioalben
| Jahr | Titel Musiklabel                                                 | Höchstplatzierung, Gesamtwochen, AuszeichnungChartplatzierungen (Jahr, Titel, Musiklabel, Platzierungen, Wochen, Auszeichnungen, Anmerkungen, Cover) | Höchstplatzierung, Gesamtwochen, AuszeichnungChartplatzierungen (Jahr, Titel, Musiklabel, Platzierungen, Wochen, Auszeichnungen, Anmerkungen, Cover) | Höchstplatzierung, Gesamtwochen, AuszeichnungChartplatzierungen (Jahr, Titel, Musiklabel, Platzierungen, Wochen, Auszeichnungen, Anmerkungen, Cover) | Anmerkungen                                                            | Cover |
| Jahr | Titel Musiklabel                                                 | DE | AT | CH | Anmerkungen                                                            | Cover |
| ---- | ---------------------------------------------------------------- | --- | --- | --- | ---------------------------------------------------------------------- | ----- |
| 2006 | Blut gegen Blut Horrorkore Entertainment / Sony BMG (Re-Release) | DE55 (3 Wo.)DE | — | — | indiziert seit dem 28. August 2009                                     |       |
| 2008 | Ein Mann ein Wort Sony BMG                                       | DE18 (3 Wo.)DE | AT66 (1 Wo.)AT | CH25 (5 Wo.)CH | Erstveröffentlichung: 1. Februar 2008                                  |       |
| 2009 | Meine Zeit Sony BMG                                              | DE30 (2 Wo.)DE | AT53 (1 Wo.)AT | CH32 (3 Wo.)CH | Erstveröffentlichung: 27. Februar 2009                                 |       |
| 2009 | Der Ghettotraum in Handarbeit Fight4Music                        | DE100 (1 Wo.)DE | — | — | Erstveröffentlichung: 6. November 2009                                 |       |
| 2011 | Blut gegen Blut II Al Massiva                                    | DE22 (2 Wo.)DE | AT42 (1 Wo.)AT | CH32 (2 Wo.)CH | Erstveröffentlichung: 28. Januar 2011 indiziert seit dem 30. Juni 2011 |       |
| 2011 | Eine Kugel reicht nicht Al Massiva                               | DE58 (1 Wo.)DE | AT70 (1 Wo.)AT | CH50 (1 Wo.)CH | Erstveröffentlichung: 28. Oktober 2011                                 |       |
| 2012 | Solange mein Herz schlägt Al Massiva                             | DE18 (2 Wo.)DE | AT43 (1 Wo.)AT | CH22 (2 Wo.)CH | Erstveröffentlichung: 21. September 2012                               |       |
| 2013 | Blut gegen Blut 3 Al Massiva                                     | DE4 (3 Wo.)DE | AT13 (2 Wo.)AT | CH7 (4 Wo.)CH | Erstveröffentlichung: 2. August 2013                                   |       |
| 2014 | M10 Al Massiva                                                   | DE3 (2 Wo.)DE | AT14 (2 Wo.)AT | CH6 (2 Wo.)CH | Erstveröffentlichung: 29. August 2014                                  |       |
| 2015 | Ein Mann ein Wort 2 Al Massiva                                   | DE16 (1 Wo.)DE | AT62 (1 Wo.)AT | CH18 (2 Wo.)CH | Erstveröffentlichung: 26. Juni 2015                                    |       |
| 2016 | Raubtier Al Massiva                                              | DE8 (2 Wo.)DE | AT20 (1 Wo.)AT | CH9 (2 Wo.)CH | Erstveröffentlichung: 20. Juni 2016                                    |       |
| 2017 | BGB X Al Massiva                                                 | DE8 (1 Wo.)DE | AT22 (1 Wo.)AT | CH26 (1 Wo.)CH | Erstveröffentlichung: 11. August 2017                                  |       |
| 2018 | M10 II Al Massiva                                                | DE16 (1 Wo.)DE | AT57 (1 Wo.)AT | CH59 (1 Wo.)CH | Erstveröffentlichung: 14. September 2018                               |       |
| 2020 | Lativ Al Massiva                                                 | DE15 (1 Wo.)DE | AT62 (1 Wo.)AT | — | Erstveröffentlichung: 31. Januar 2020                                  |       |
| 2023 | Turbo Kanacke Al Massiva                                         | — | — | — |                                                                        |       |

### Kollaboalben
| Jahr | Titel Musiklabel                                   | Höchstplatzierung, Gesamtwochen, AuszeichnungChartplatzierungen (Jahr, Titel, Musiklabel, Platzierungen, Wochen, Auszeichnungen, Anmerkungen, Cover) | Höchstplatzierung, Gesamtwochen, AuszeichnungChartplatzierungen (Jahr, Titel, Musiklabel, Platzierungen, Wochen, Auszeichnungen, Anmerkungen, Cover) | Höchstplatzierung, Gesamtwochen, AuszeichnungChartplatzierungen (Jahr, Titel, Musiklabel, Platzierungen, Wochen, Auszeichnungen, Anmerkungen, Cover) | Anmerkungen                                           | Cover |
| Jahr | Titel Musiklabel                                   | DE | AT | CH | Anmerkungen                                           | Cover |
| ---- | -------------------------------------------------- | --- | --- | --- | ----------------------------------------------------- | ----- |
| 2006 | Horrorkore Mixtape Teil 1 Horrorkore Entertainment | — | — | — | mit MC Basstard                                       |       |
| 2021 | Ghetto Al Massiva                                  | DE42 (1 Wo.)DE | — | CH99 (1 Wo.)CH | Erstveröffentlichung: 29. Oktober 2021 mit Manuellsen |       |

### EPs
| Jahr | Titel Musiklabel               | Höchstplatzierung, Gesamtwochen, AuszeichnungChartplatzierungen (Jahr, Titel, Musiklabel, Platzierungen, Wochen, Auszeichnungen, Anmerkungen, Cover) | Höchstplatzierung, Gesamtwochen, AuszeichnungChartplatzierungen (Jahr, Titel, Musiklabel, Platzierungen, Wochen, Auszeichnungen, Anmerkungen, Cover) | Höchstplatzierung, Gesamtwochen, AuszeichnungChartplatzierungen (Jahr, Titel, Musiklabel, Platzierungen, Wochen, Auszeichnungen, Anmerkungen, Cover) | Anmerkungen | Cover |
| Jahr | Titel Musiklabel               | DE | AT | CH | Anmerkungen | Cover |
| ---- | ------------------------------ | --- | --- | --- | ----------- | ----- |
| 2019 | Weil ich Bock hatte Al Massiva | — | — | — |             |       |

## Singles

### Als Leadmusiker
| Jahr | Titel Album                                                      | Höchstplatzierung, Gesamtwochen, AuszeichnungChartplatzierungen (Jahr, Titel, Album, Platzierungen, Wochen, Auszeichnungen, Anmerkungen, Cover) | Höchstplatzierung, Gesamtwochen, AuszeichnungChartplatzierungen (Jahr, Titel, Album, Platzierungen, Wochen, Auszeichnungen, Anmerkungen, Cover) | Höchstplatzierung, Gesamtwochen, AuszeichnungChartplatzierungen (Jahr, Titel, Album, Platzierungen, Wochen, Auszeichnungen, Anmerkungen, Cover) | Anmerkungen | Cover |
| Jahr | Titel Album                                                      | DE | AT | CH | Anmerkungen | Cover |
| --- | ---------------------------------------------------------------- | --- | --- | --- | --- | ----- |
| 2007 | Wenn der Mond in mein Ghetto kracht Blut gegen Blut (Re-Release) | DE44 (8 Wo.)DE | AT72 (4 Wo.)AT | — | Erstveröffentlichung: 13. Juli 2007 Musiklabel: Sony BMG |       |
| 2008 | Weisst du wie es ist? Ein Mann ein Wort                          | DE29 (5 Wo.)DE | — | — | Musiklabel: Al Massiva |       |
| 2008 | Es tut mir Leid Ein Mann ein Wort                                | DE84 (2 Wo.)DE | — | — | Musiklabel: Al Massiva |       |
| 2009 | Einer aus dem Volk Meine Zeit                                    | — | — | — | Musiklabel: Sony BMG |       |
| 2014 | Intro/M10 M10                                                    | — | — | — | Musiklabel: Al Massiva |       |
| 2015 | Verurteilt/Ich wollte nicht nach Syrien Ein Mann ein Wort 2      | — | — | — | Musiklabel: Al Massiva |       |
| 2015 | Märtyrer Ein Mann ein Wort 2                                     | — | — | — | Musiklabel: Al Massiva |       |
| 2015 | Küsse den Boden auf dem Mama läuft Ein Mann ein Wort 2           | — | — | — | Musiklabel: Al Massiva |       |
| 2015 | Ein Mann ein Wort 2                                              | — | — | — | Musiklabel: Al Massiva |       |
| 2015 | Freiheit Ein Mann ein Wort 2                                     | — | — | — | Musiklabel: Al Massiva |       |
| 2016 | Tyson & Ali Raubtier                                             | — | — | — | Erstveröffentlichung: 3. April 2016 Musiklabel: Al Massiva |       |
| 2016 | Die Straße hat mich nie geliebt Raubtier                         | — | — | — | Erstveröffentlichung: 25. April 2016 Musiklabel: Al Massiva |       |
| 2016 | Mein Dschungel Raubtier                                          | — | — | — | Erstveröffentlichung: 11. Mai 2016 Musiklabel: Al Massiva |       |
| 2016 | Hassliebe Raubtier                                               | — | — | — | Erstveröffentlichung: 9. Juni 2016 Musiklabel: Al Massiva |       |
| 2016 | All you can eat Raubtier                                         | — | — | — | Erstveröffentlichung: 29. Mai 2016 Musiklabel: Al Massiva |       |
| 2017 | Turbo BGB X                                                      | — | — | — | Musiklabel: Al Massiva |       |
| 2017 | Flashbackk BGB X                                                 | — | — | — | Erstveröffentlichung: 24. Mai 2017 Musiklabel: Al Massiva |       |
| 2017 | Sirene BGB X                                                     | — | — | — | Erstveröffentlichung: 1. Juli 2017 Musiklabel: Al Massiva |       |
| 2017 | Manhattan BGB X                                                  | — | — | — | Erstveröffentlichung: 21. Juli 2017 Musiklabel: Al Massiva |       |
| 2018 | C’est la vie M10 II                                              | — | — | — | Erstveröffentlichung: 4. Mai 2018 Musiklabel: Al Massiva |       |
| 2018 | Pelé M10 II                                                      | — | — | — | Erstveröffentlichung: 8. Juni 2018 Musiklabel: Al Massiva |       |
| 2018 | Milieu M10 II                                                    | — | — | — | Erstveröffentlichung: 29. Juni 2018 Musiklabel: Al Massiva |       |
| 2018 | Wen hast du erwartet M10 II                                      | — | — | — | Erstveröffentlichung: 20. Juli 2018 Musiklabel: Al Massiva |       |
| 2018 | Ohne meine Crew geht nix M10 II                                  | — | — | — | Erstveröffentlichung: 10. August 2018 Musiklabel: Al Massiva |       |
| 2018 | Éric Cantona M10 II                                              | — | — | — | Erstveröffentlichung: 24. August 2018 Musiklabel: Al Massiva |       |
| 2018 | Hubba Bubba M10 II                                               | DE43 (2 Wo.)DE | AT65 (1 Wo.)AT | — | Erstveröffentlichung: 31. August 2018 Musiklabel: Al Massiva mit Capital Bra |       |
| 2018 | Dynamit Weil ich Bock hatte                                      | — | — | — | Erstveröffentlichung: 19. Oktober 2018 Musiklabel: Al Massiva |       |
| 2018 | Kamikaze Weil ich Bock hatte                                     | — | — | — | Erstveröffentlichung: 23. November 2018 Musiklabel: Al Massiva |       |
| 2018 | Loyalität Weil ich Bock hatte                                    | — | — | — | Erstveröffentlichung: 21. Dezember 2018 Musiklabel: Al Massiva |       |
| 2019 | Psht Lativ                                                       | — | — | — | Erstveröffentlichung: 19. April 2019 Musiklabel: Al Massiva |       |
| 2019 | Löwenherz 2 Lativ                                                | — | — | — | Erstveröffentlichung: 3. Mai 2019 Musiklabel: Al Massiva |       |
| 2019 | Bruderherz Lativ                                                 | — | — | — | Erstveröffentlichung: 17. Mai 2019 Musiklabel: Al Massiva |       |
| 2019 | Stiche in dein Herz Lativ                                        | — | — | — | Erstveröffentlichung: 7. Juni 2019 Musiklabel: Al Massiva |       |
| 2023 | Ya Hobi –                                                        | — | — | — | Erstveröffentlichung: 9. Juni 2023 Musiklabel: Al Massiva |       |
| 2025 | Das ist Deutschland –                                            | — | — | — | Erstveröffentlichung: 24. Juli 2025 mit Animus |       |
| Folgende Lieder erschienen nicht als Single, wurden aber durch das Album zum Download und Streaming bereitgestellt und konnten somit eine Platzierung erlangen: |                                                                  | | | | |       |
| |                                                                  | | | | |       |
| 2021 | Blut FML                                                         | DE— aDE | — | — | Promo-Single: 26. März 2021 Charteinstieg: 2. April 2021 Mois & Maestro feat. Massiv, Manuellsen, Sarhad, Azzi Memo, Pietro Lombardi, Ramo, Fard, Mert, Z, King Khalil, Sinan-G & KAY AY |       |

### Als Gastmusiker
| Jahr | Titel Album           | Höchstplatzierung, Gesamtwochen, AuszeichnungChartplatzierungen (Jahr, Titel, Album, Platzierungen, Wochen, Auszeichnungen, Anmerkungen, Cover) | Höchstplatzierung, Gesamtwochen, AuszeichnungChartplatzierungen (Jahr, Titel, Album, Platzierungen, Wochen, Auszeichnungen, Anmerkungen, Cover) | Höchstplatzierung, Gesamtwochen, AuszeichnungChartplatzierungen (Jahr, Titel, Album, Platzierungen, Wochen, Auszeichnungen, Anmerkungen, Cover) | Anmerkungen                                            | Cover |
| Jahr | Titel Album           | DE | AT | CH | Anmerkungen                                            | Cover |
| ---- | --------------------- | --- | --- | --- | ------------------------------------------------------ | ----- |
| 2025 | Prototyp <3 My People | DE33 (1 Wo.)DE | — | CH54 (1 Wo.)CH | Erstveröffentlichung: 5. Juni 2025 Shindy feat. Massiv |       |

## Promoveröffentlichungen
| Jahr | Titel                              | Anmerkungen |
| ---- | ---------------------------------- | --- |
| 2006 | Weil Deutschland Seine Strasse Ist | Juice Exclusive! auf Juice-CD #67                                                                                          |
| 2006 | Stellungnahme                      | Disstrack gegen Snaga, Pillath und Manuellsen                                                                              |
| 2007 | Die Antwort                        | Disstrack gegen Snaga, Pillath und Manuellsen                                                                              |
| 2007 | Opferfest                          | Disstrack gegen Shok Muzik                                                                                                 |
| 2007 | Von Der Siedlung In Das Blockhaus  | Juice Exclusive! auf Juice-CD #81                                                                                          |
| 2008 | Gangsta Shit                       | Juice Exclusive! auf Juice-CD #84                                                                                          |
| 2008 | Ohne euch wäre ich nichts          | Freetrack |
| 2009 | Exklusivinterview ’09              | Freetrack mit Kaas |
| 2009 | Freedom                            | Freetrack |
| 2009 | Meine Stadt                        | Juice Exclusive! auf Juice-CD #103                                                                                         |
| 2010 | Blut Gegen Blut 2                  | Juice Exclusive! auf Juice-CD #108                                                                                         |
| 2010 | Eisenstahl in unseren Boots        | Freetrack |
| 2010 | Halt die Fresse 3 Allstars         | Song mit Harris, Said, Manuellsen, Haftbefehl, Silla, Animus, Alpa Gun, Automatikk, Sinan-G, Illy Idol, CosCash und CroniK |
| 2011 | Blutsbruder Pt. II                 | Freetrack |
| 2011 | Granit                             | Song mit Granit |
| 2014 | Grossstadtschakale 2               | Song mit King Khalil und Olexesh                                                                                           |

## Sonderveröffentlichungen

### Demos
| Jahr | Titel   | Anmerkungen |
| ---- | ------- | ----------- |
| 2004 | Zahltag | als Pitbull |

### Lieder
| Jahr | Titel                                                                                             | Album                                       | Interpretation                     |
| ---- | ------------------------------------------------------------------------------------------------- | ------------------------------------------- | ---------------------------------- |
| 2005 | Studio Gangsta                                                                                    | Kreuzberger Nächte                          | Killa Kombo                        |
| 2006 | Durch die Nacht und Jeder VS Jeden                                                                | Honigblut                                   | Colos                              |
| 2006 | Einzelkampf                                                                                       | Dobermann Demo Tape Part 1                  | Manny Marc                         |
| 2006 | Showbiz und 4 zu 1                                                                                | Massenhysterie                              | Godsilla                           |
| 2006 | Deutscher Fussball Rap                                                                            | Deutschland Ist Weltmeister                 | Manny Marc, DJ Reckless & Corus 86 |
| 2006 | Nur ein Leben, Bis in die Ewigkeit, Mein Leben mein Stolz, Pass jetzt auf, Immernoch die Gleichen | Hustlinstrumentals Vol. 2                   | Keyza Soze                         |
| 2006 | Ihr hab uns so gemacht                                                                            | Ich                                         | Sido                               |
| 2006 | Gib Nicht Auf                                                                                     | Rap City Berlin 2 (Sampler)                 | Diverse                            |
| 2007 | Berlin Zoo und Wer will Stress?                                                                   | Airmax Muzik                                | Fler                               |
| 2007 | Jetzt sprechen die Waffen                                                                         | Willkommen in Abschaumcity                  | MC Bogy                            |
| 2007 | Diese Zeilen                                                                                      | Geladen und entsichert                      | Alpa Gun                           |
| 2007 | 2 Zuviel                                                                                          | Totalschaden                                | Tony D                             |
| 2007 | Hand aufs Herz                                                                                    | Der Komponist                               | Keyza Soze                         |
| 2007 | Ghettolied                                                                                        | The German Kingz (Sampler)                  | DJ Wizzl                           |
| 2008 | Gangsta Shit                                                                                      | Bump My Shit                                | DJ Gan-G & Hot Rod                 |
| 2008 | Clubbanger                                                                                        | Fremd im eigenen Land                       | Fler                               |
| 2008 | Eine Kugel                                                                                        | Einzelkämpfer                               | Brisk Fingaz                       |
| 2008 | Liega Der Besten                                                                                  | Ghettostar                                  | Jascha                             |
| 2008 | J VS J                                                                                            | Moabit Moabit                               | Woroc                              |
| 2008 | Durch die Nacht RMX                                                                               | Untergrund Raport (Sampler)                 | Diverse                            |
| 2008 | Letzte Warnung                                                                                    | Explosiv                                    | Amir                               |
| 2009 | Das Hell Erstrahlte Licht                                                                         | Rap City Berlin 3 (Sampler)                 | Diverse                            |
| 2009 | L’Impertinence                                                                                    | La Connexion (Sampler)                      | Diverse                            |
| 2009 | M.A.S.S.I.V.                                                                                      | 24h In den Strassen von Berlin (Sampler)    | Diverse                            |
| 2009 | Schwere Ketten, Horrorkore und Keine Killer                                                       | Quint Essenz 1 – Basstards Gastparts        | MC Basstard                        |
| 2010 | Erst arbeitslos, dann Millionär                                                                   | Halt die Fresse Nr. 1 (Sampler)             | Aggro TV                           |
| 2010 | Subwoofer Sound                                                                                   | Halt die Fresse Nr. 2 (Sampler)             | Aggro TV                           |
| 2010 | Dann mit der Pumpgun                                                                              | Azzlack Stereotyp                           | Haftbefehl                         |
| 2010 | Bulletproof                                                                                       | Freezy Bumaye 2.0 – Es war alles meine Idee | Eko Fresh                          |
| 2011 | Goodfella Übernahme RMX                                                                           | Banger leben kürzer                         | Farid Bang                         |
| 2011 | Die Wolkenkratzer brennen, Ist das wahre Liebe?, Nackenklatscher, Warum ich rap                   | Nackenklatscher                             | Beirut                             |
| 2011 | Hassphalt                                                                                         | Ready 2 Takeover                            | Automatikk                         |
| 2012 | Streifenwagensound                                                                                | Sucuk & Champagner                          | Summer Cem                         |
| 2012 | Mic Check                                                                                         | Mobbing Musik                               | Majoe & Jasko                      |
| 2013 | Ich ficke dich                                                                                    | Blockplatin                                 | Haftbefehl                         |
| 2013 | Rapper wissen nicht wer sie sind                                                                  | Eksodus                                     | Eko Fresh                          |
| 2013 | Paramilitär/GIN II                                                                                | Gorillas im Nebel II                        | La Honda                           |
| 2013 | Darkknight                                                                                        | Gothica                                     | Case                               |
| 2013 | Massaka Kokain, Black Gun Berreta, Roll das Rrr                                                   | Best of Abaz                                | Abaz                               |
| 2014 | Masterplan                                                                                        | Boysindahood 1                              | Boysindahood                       |
| 2014 | Zur Erinnerung RMX                                                                                | Backup Tape #1 (Sampler)                    | OneMillion Berlin                  |
| 2014 | Gott vergib mir                                                                                   | Stabil                                      | Toony                              |
| 2014 | Das ist Narkotic                                                                                  | Zilet: Audio Digital Rasur                  | Toni der Assi                      |
| 2014 | B.F. Allstars 3                                                                                   | Zodiak                                      | Chakuza & RAF Camora               |
| 2014 | Arab und Afghani                                                                                  | TrafiQ                                      | SadiQ                              |
| 2014 | Aber egal                                                                                         | Wieder mal angeklagt                        | Al-Gear                            |
| 2014 | Ghettopräsident 3                                                                                 | Jenseits von Eden 2                         | Automatikk                         |
| 2015 | La Familia                                                                                        | Reise X                                     | Ado Kojo                           |
| 2015 | Hausverbot in Tel Aviv                                                                            | Lak Sho                                     | Sinan-G                            |
| 2016 | Bruda                                                                                             | Kuku Bra                                    | Capital                            |
| 2016 | Insallah (Gheddo Remix)                                                                           | Freezy                                      | Eko Fresh                          |
| 2016 | Wenn die Uzi spricht                                                                              | Zurück zur Straße                           | Alpa Gun                           |
| 2017 | Um den Block                                                                                      | Blockchef                                   | Silla                              |
| 2017 | Kein Limit                                                                                        | König von Deutschland                       | Eko Fresh                          |
| 2017 | Malad                                                                                             | Racaille                                    | Mortel                             |
| 2018 | Lebst du für dich                                                                                 | In der Ruhe liegt die Kraft 2               | Animus                             |
| 2018 | Is so                                                                                             | Kuku Effekt                                 | King Khalil                        |
| 2018 | Es tut mir Leid                                                                                   | MB4                                         | Manuellsen                         |
| 2019 | Paradies Hölle                                                                                    | Fusion                                      | Freshmaker                         |
| 2019 | Schlage Alarm                                                                                     | Syndikat                                    | Massaka & Monstar361               |
| 2019 | Pisola                                                                                            | Narkotic 2                                  | SadiQ & Ego                        |
| 2020 | Der Boss                                                                                          | Digital Kokain                              | Ramo                               |
| 2021 | Qualität’er                                                                                       | Vergossenes Blut trocknet nie               | Ramo                               |
| 2021 | Blut                                                                                              | FML                                         | Mois & Maestro                     |

## Statistik

### Chartauswertung
|                     | DE     | AT     | CH     |
| ------------------- | ------ | ------ | ------ |
| Nummer-eins-Alben   | DE—DE  | AT—AT  | CH—CH  |
| Top-10-Alben        | DE4DE  | AT—AT  | CH3CH  |
| Alben in den Charts | DE16DE | AT12AT | CH12CH |

|                       | DE    | AT    | CH    |
| --------------------- | ----- | ----- | ----- |
| Nummer-eins-Singles   | DE—DE | AT—AT | CH—CH |
| Top-10-Singles        | DE—DE | AT—AT | CH—CH |
| Singles in den Charts | DE4DE | AT2AT | CH1CH |